# Фортуна
Форту́на (лат. Fortuna) — римська богиня щастя, долі, добробуту, успіху, ототожнювана з грецькою Тіхе. Fors fortuna, свято на честь Фортуни святкували у Стародавньому Римі 24 червня.
У Римі Фортуна мала особливу шану; значення її зросло, коли занепала віра в стародавніх богів. Це про неї писав Пліній у І ст. н. е.:

«У цілому світі, повсюди в будь-який час дня голоси всіх кличуть і називають тільки Фортуну, її одну оскаржують і звинувачують, про неї одну думають, її одну звеличують, її одну викривають і, лаючи, поклоняються їй»

За Плутархом, Фортуна, прибувши в Рим, скинула крила, зняла взуття і зійшла з кулі щастя з виразним наміром навіки залишитись у столиці. За переказом, культ Фортуни встановив Анк Марцій (або Сервій Туллій) із вдячності за те, що, бувши сином рабині, став римським правителем. Спочатку Фортуна шанувалася під ім'ям Прімігенія (лат. Primigenia — Першонароджена). Їй першій присвячували новонароджених. Вона вважалася також покровителькою всього римського народу. Імператор Авґуст, закінчивши війни на Сході, поставив їй жертовник під назвою «Фортуна Редукс» — «Фортуна щасливого повернення».
Як божество, що обдаровує смертних постійним щастям чи навіть нещастям, Фортуна згодом стала об'єктом палкого поклоніння людей різного стану та віку. Як богиню щастя її шанували під ім'ям Фортуна Бона (Добра), Фелікс (Щаслива), Бланда (Доброзичлива). Постійне щастя уособлювала Фортуна Маненс, сумнівне — Фортуна Дубіа, короткочасне — Фортуна Бревіс тощо. Фортуна Віріліс була покровителькою чоловіків (юнаки присвячували їй бороду після першого гоління і називали її Фортуна Барбата — Бородата).

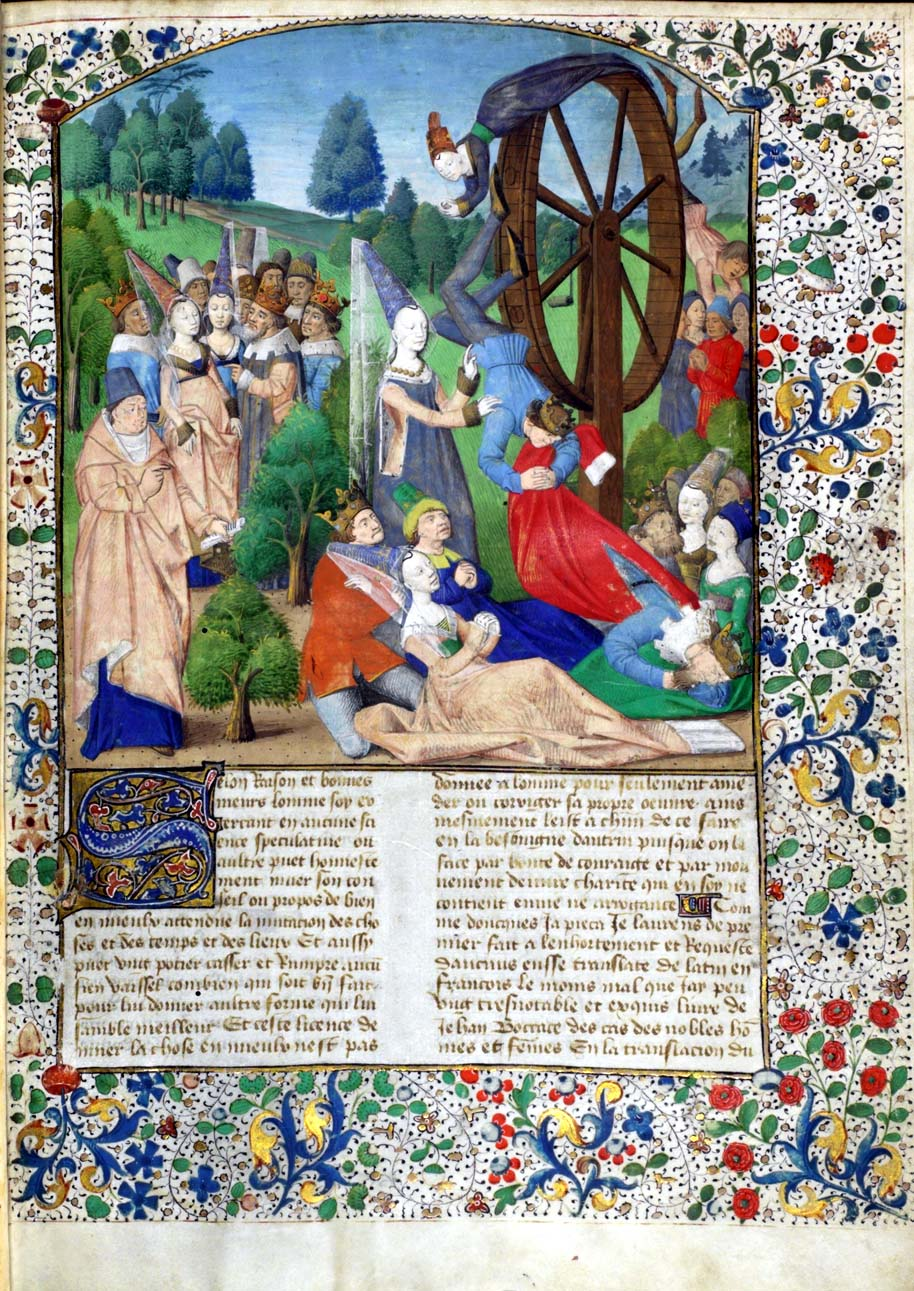
Фортуна крутить колесо удачі. Ілюстрація до книги Джованні Бокаччо

Згодом, під час морального занепаду римського суспільства Фортуну вважали також богинею родинного щастя чоловіків і жінок. Фортуна Вірго (Віргіналіс) була опікункою дівчат, Фортуна Ліберум — дітей; Фортуна Маммоза користувалася шаною римського пролетаріату. Патриції шанували Фортуну Патріція, простий народ — Фортуну Плебея, клас вершників — Фортуну Еквестріс, а римські імператори поклонялися Фортуні Цезаріс або Фортуні Авґусті — покровительці імператорського роду. Фортуна Дукс допомагала римським воїнам перемагати ворогів.
У пізніші часи з Фортуною часто ототожнювали Ісіду: постав культ Фортуни Пантеї (Фортуни всіх богів). Зображували Фортуну (на монетах, гемах, фресках, скульптурах тощо) у постаті жінки, яка тримає в лівій руці ріг Амальтеї і розсипає монети, або спирається на кулю і в правій руці тримає коло (символ минущого щастя). Диференціація характеризується приєднанням атрибутів, наприклад, корабельного носа (Fortuna navalis).

## Храми
Найдавнішими храмами Фортуни були Fanum Fortis Fortunae та Aedes Fortunae, на Бичачому форумі в Римі. Перший храм Фортуни Примігенії був зведений в 194 р. до н. е. на Квіріналі; незабаром тут виник ще один храм тієї ж богині та храм Фортуни Публіка (лат. Fortuna Publica, — «Фортуна римського народу»), тому місцевість почали називати «ad tres Fortunas»
Приблизно в 101 р. до н. е. в Римі було побудовано храм Фортуни Huiusce Diei — божества, яке гарантувало щасливий кінець даного дня. Ще раніше, в 180 р. до н. е. диктатором Квінтом Фульвієм Флакком був зведений храм Фортуни Еквестріс (лат. Fortuna Equestris), на пам'ять вдалої кавалерійської атаки в кельт-іберійській війні 180 р.

## Фольклор
Відомі латинські прислів'я «Fortuna caeca est» — «Доля сліпа»; «Fortuna faveat fortibus» — «Щастя сприяє відважним»; «Fortuna fortes metuit, ignavos prernit» — «Доля боїться хоробрих, пригноблює полохливих» та ін.
Фортуну порівнювали із удачею, везінням, віщуванням. В той час, коли Фортуна була серед людей, вона могла позитивно впливати на всі сфери їхнього життя, за що її любили і поважали. Богиня була настільки доброзичливою, що дарувала удачу всім, до кого торкалася. Часто на полотнах та скульптурах її зображали незрячою, з пов'язкою на очах, все тому, що вона не бачила, кому і коли дарувала везіння. 
Символом богині Фортуни було колесо. Його символіка мала наступне значення: все, що було зверху — буде і знизу. Це означає, що удача непостійна і часто мінлива. Звідси походить вислів - "Колесо Фортуни". 
Окремі дослідники дотримуються гіпотези, що культ богині Фортуни вважається одним із найдавніших культів італійського походження. Найдавніше значення Фортуни пов'язане із працею і ґрунтується на календарно-обрядовому святі Fortis Fortunae (24 червня). У зв'язку з цим побутує думка, що богиня Фортуна має стосунок до хліборобства та родючості. Її шанували як богиню урожаю, ототожнюючи із випадковими щасливими обставинами, які відігравали важливу роль у житті хліборобів.
Зображали Богиню Везіння зазвичай у вигляді жінки, яка однією рукою опирається на колесо, а іншою — тримає Ріг Достатку. Іноді Фортуну зображали жінкою, яка стоїть на кулі, а поруч неї Колесо. 

## Крилаті вислови
«У кожної людини буває мить, коли щастя пролітає зовсім близько. Важливо вчасно розгледіти його, та зуміти схопитися за край одежі пролітаючої повз нього Фортуни» — Отто фон Бісмарк.